# Jan Stachniuk
Jan Stachniuk, psevdonim „Stogniew”, poljski publicist in ideolog, * 13. januar 1905, † 14. avgust 1963. 

## Biografija
Leta 1933 je izdal svojo prvo knjigo „Kolektivizem in narod” (Kolektywizm a naród), kjer je soočil nacionalne ideje s kolektivizmom. Dve leti kasneje je izdal „Herojska narodna skupnost” (Heroiczna wspólnota narodu). V njej je razvijal idejo Zadruge. Ime izhaja iz staroslovanske plemenske skupnosti, ki je bila znana pri južnih Slovanih. Izdal je tudi knjigo Zgodovina brez zgodovine (Dzieje bez dziejów), kjer je pisal o padcu Poljske, za kar je krivil krščanstvo in jezuitsko kontrareformacijo na Poljskem. Naredil je nacionalistično in antikapitalistično ideologijo, ki je zavračala krščanstvo (skrajšano „židovski izdelek”) kot tujo poljskemu narodu in proti ideji kulturalizmu, ki se vrača do življenja v tradicionalni praslovanski skupnosti. 
Leta 1935 se je preselil v Varšavo, 1937 začel izdajati časopis Zadruga, ki je izhajal do 1939. Okoli časnika se je zbrala skupina somišljenikov: Józef Grzanka (uradni ofgovorni urednik), Bogusław Stępiński, Antoni Wacyk idr. Člani skupine so si nadali slovanska imena, Stachniuk si je izbral Stoigniew, ki je bil kasneje njegov psevdonim tudi v vojni (armiji krajowej).
Leta 1939 ni bil mobiliziran, ampak je bil skupaj z nemobiliziranimi bil prseljen na vzhod. V oktobru 1939 se je vrnil v Varšavo. Ponovno je zbral somišljenike in bil čan „Stronnictwa Zrywu Narodowego”, kjer je bil publicist v konspiritivnih časopisih Zryw in Kadra. Boril se je v Armiji Krajowej v Varšavski vstaji v skupini „Bartkiwicza” (severno sredmestje). Izkazal se je s pogumom in bil nagrajen z Križem Walecznych, ker je bil trikrat ranjen. 
Po zatrtju Varšavske vstaje je utekel s transporta in prispel do Čenstohove, kjer se je skrival s pomočjo družine Antonija Wacyka do odhoda Nemcev. V februarju 1945 se je vrnil v Varšavo. Tam je naprej pisal in objavljal v različnih revijah pod psevdonimi. Nekateri zadružani so ostali v tujini in se niso vrnili. Še naprej je skušal dobiti podpornike za svoje ideje. Zaživel je v Bidgošču, kjer se je poročil s Frančiško Stembrovič. 
Zaradi svojih objavljen ni bil sprejet v Društvo poljskih pisateljev (do Związku Literatów Polskich). Ni mu uspelo legalizirati Zadruge, objavljene knjige pa so dobile sobražne odzive. Po 1948 se je politična klima zaostrila. Zaradi ostre kritike Poljske so ga leta 1949 aretirali. Obsojen je bil na smrtno kazen, vendar so 9. julija 1952 kazen spremenili na 15 let zapora. Višje sodišče je 24. decembra 1953 spremenilo kazen na 7 let zapora. Skupaj z njimi so bili v tem procesu sojeni Teodor Jakubowski, Janina Kłopocka, Bogusław Stępiński. Stachniuka so poslali v enega najtežjih zaporov (Barčevo), kjer je bil mučen. Na svobodo je prišel telesno in duševno uničen. Neuspešno je poskušal zbežati na Švedsko. 15. Avgusta 1963 je umrl blizu Varšave. Pokopan je na vojaškem pokopališču v Varšavi.
Stachniuk je bil eden začetnikov poljskega rodnoverja. 

## Knjige
- Kolektywizm a naród (1933)
- Heroiczna wspólnota narodu (1935)
- Państwo a gospodarstwo (1939)
- Dzieje bez dziejów (1939)
- Mit słowiański (1941, izdano 2006)
- Zagadnienie totalizmu (1943)
- Człowieczeństwo i kultura (1946)
- Walka o zasady (1947)
- Wspakultura (1948)
- Droga rewolucji kulturowej w Polsce (1948, izdano 2006)
- Chrześcijaństwo a ludzkość (1949, izdano 1997)
- Przyszłość Słowiańszczyzny – rokopis izginil po aretaciji, neobjavljen